# VAL 208
VAL 208 — модель із серії VAL, автоматизованої транспортної мережі, розробленої компаніями Matra та Siemens. Рухомий склад виробляє Siemens SGP (Simmering-Graz-Pauker) у Відні, Австрія.
Був закуплений багатьма залізничними операторами з 2000 року.
Цифра 208 у назві походить від того, що ширина транспортного засобу становить 208 см.
Мережа сумісна з попереднім рухомим складом VAL 206. Зазвичай виконується автоматична робота, але водій може керувати вручну, якщо необхідно.

## Характеристики
- Службова швидкість гальмування/прискорення: 1,3 m⋅s-2
- Двигуни: 750 В постійний струм
- Максимальний нахил: 10%
- Хід: шинний хід
- Довжина вагона: 13 м
- Дверей у вагоні: 6 (3 з кожної сторони)
- Ширина дверей: 1,3 м
- Кількість місць: 23 (з них 8 відкидних сидінь)/вагон (змінюється в залежності від комплектації)
- Стоячі місця: 55/вагон (змінюється в залежності від конфігурації)
- Середнє споживання: 80 кВт·год
- Вага порожнього: 28 тонн
- 8 синхронних двигунів з постійними магнітами по 65 кВт (1 на колесо)

## Використання
| Держава        | Місто                      | Оператор                                            | Тип                       | Примітки                      |
| -------------- | -------------------------- | --------------------------------------------------- | ------------------------- | ----------------------------- |
| Франція        | Париж (Париж-Шарль де Голь | CDGVAL, LISA)                                       | VAL208NG VAL208NG2        |                               |
| Франція        | Лілль                      | Transpole (Метрополітен Лілля)                      | VAL208                    |                               |
| Франція        | Ренн                       | STAR(Реннський метрополітен)                        | VAL208 VAL208NG VAL208NG2 |                               |
| Франція        | Тулуза                     | Tisséo (Метрополітен Тулузи)                        | VAL208 VAL208NG VAL208NG2 |                               |
| Італія         | Турин                      | Gruppo Torinese Trasporti (Туринський метрополітен) | VAL208 VAL208NG           |                               |
| Південна Корея | Ийджонбу                   | U (лінія ЛРТ, Ийджонбу)                             | VAL208NG                  | Єдиний повітряний кондиціонер |